# Campionati del mondo di winter triathlon del 2011
I Campionati del mondo di winter triathlon del 2011 (XV edizione) si sono tenuti a Jämijärvi in Finlandia, in data 26 marzo 2011.
Tra gli uomini ha vinto il russo Pavel Andreev. Tra le donne ha trionfato la norvegese Borghild Løvset..
La gara junior ha visto trionfare il russo Pavel Yakimov e la ceca Aneta Grabmullerova.
Il titolo di Campione del mondo di winter triathlon della categoria under 23 è andato al russo Maxim Kuzmin. Tra le donne si è aggiudicata il titolo di Campionessa del mondo di winter triathlon della categoria under 23 la russa Margarita Ovsyannikova.

## Risultati

### Élite uomini
| Pos. | Atleta                | Paese       | Corsa    | Bici     | Sci      | Totale   |
| ---- | --------------------- | ----------- | -------- | -------- | -------- | -------- |
|      | Pavel Andreev         | Russia      | 00:19:17 | 00:25:43 | 00:24:08 | 01:10:31 |
|      | Arne Post             | Norvegia    | 00:19:38 | 00:27:31 | 00:21:50 | 01:10:37 |
|      | Andreas Svanebo       | Svezia      | 00:19:56 | 00:26:17 | 00:22:50 | 01:10:50 |
| 4    | Daniel Antonioli      | Italia      | 00:19:40 | 00:26:40 | 00:22:56 | 01:10:58 |
| 5    | Siegfried Bauer       | Austria     | 00:20:55 | 00:25:02 | 00:23:55 | 01:11:39 |
| 6    | Markus Rothberger     | Austria     | 00:19:53 | 00:25:54 | 00:23:56 | 01:11:43 |
| 7    | Brian Smith           | Stati Uniti | 00:19:53 | 00:26:13 | 00:24:02 | 01:12:13 |
| 8    | Kristian Monsen       | Norvegia    | 00:19:37 | 00:27:21 | 00:23:27 | 01:12:29 |
| 9    | Evgeny Kirillov       | Russia      | 00:19:40 | 00:26:53 | 00:24:33 | 01:12:36 |
| 10   | Pavel Arkhipkin       | Russia      | 00:20:44 | 00:28:41 | 00:22:20 | 01:13:16 |
| 11   | Konstantin Lavrentyev | Russia      | 00:19:18 | 00:28:37 | 00:23:52 | 01:13:36 |
| 12   | Dmitriy Bregeda       | Russia      | 00:20:14 | 00:28:54 | 00:24:00 | 01:14:35 |
| 13   | Jon Erguin            | Spagna      | 00:20:42 | 00:27:59 | 00:23:53 | 01:14:43 |
| 14   | Pavel Jindra          | Rep. Ceca   | 00:21:08 | 00:28:20 | 00:23:35 | 01:14:43 |
| 15   | Walter Polla          | Italia      | 00:21:09 | 00:28:09 | 00:25:23 | 01:16:21 |
| 16   | Alberto Comazzi       | Italia      | 00:21:10 | 00:28:45 | 00:25:05 | 01:17:04 |
| 17   | Even Olsen            | Norvegia    | 00:21:41 | 00:28:56 | 00:24:13 | 01:17:08 |
| 18   | Andrey Mishanin       | Russia      | 00:20:57 | 00:30:23 | 00:25:09 | 01:18:19 |
| 19   | Taavi Selder          | Estonia     | 00:22:00 | 00:29:19 | 00:25:30 | 01:19:20 |
| 20   | Mike Kloser           | Stati Uniti | 00:22:27 | 00:29:30 | 00:26:15 | 01:20:09 |
| 21   | Juha Laitinen         | Finlandia   | 00:20:54 | 00:31:04 | 00:27:40 | 01:21:45 |
| 22   | Janne Huhtala         | Finlandia   | 00:22:27 | 00:32:25 | 00:25:33 | 01:23:06 |
| 23   | Ilkka Utriainen       | Finlandia   | 00:23:13 | 00:39:22 | 00:26:33 | 01:31:43 |

### Élite donne
| Pos. | Atleta              | Paese       | Corsa    | Bici     | Sci      | Totale   |
| ---- | ------------------- | ----------- | -------- | -------- | -------- | -------- |
|      | Borghild Løvset     | Norvegia    | 00:23:29 | 00:29:26 | 00:27:01 | 01:22:02 |
|      | Sarka Grabmullerova | Rep. Ceca   | 00:23:05 | 00:32:59 | 00:26:34 | 01:24:35 |
|      | Maija Oravamäki     | Finlandia   | 00:22:40 | 00:33:41 | 00:26:32 | 01:25:25 |
| 4    | Yulia Surikova      | Russia      | 00:23:41 | 00:32:56 | 00:27:37 | 01:25:57 |
| 5    | Eva Skalnikova      | Rep. Ceca   | 00:23:06 | 00:34:40 | 00:26:11 | 01:26:00 |
| 6    | Tatiana Charochkina | Russia      | 00:24:08 | 00:34:53 | 00:25:58 | 01:26:43 |
| 7    | Emma Garrard        | Stati Uniti | 00:23:04 | 00:34:55 | 00:27:12 | 01:27:20 |
| 8    | Ksenia Chernykh     | Russia      | 00:26:06 | 00:31:54 | 00:27:25 | 01:27:32 |
| 9    | Giuliana Lamastra   | Italia      | 00:25:29 | 00:35:11 | 00:30:07 | 01:33:17 |
| 10   | Monica Saez         | Spagna      | 00:23:05 | 00:42:14 | 00:27:14 | 01:35:08 |
| 11   | Najeeby Quinn       | Stati Uniti | 00:23:05 | 00:37:36 | 00:32:43 | 01:35:45 |
| 12   | Suvi Lavonen        | Finlandia   | 00:28:30 | 00:36:18 | 00:31:24 | 01:38:53 |
| 13   | Katja Koivulahti    | Finlandia   | 00:28:41 | 00:36:24 | 00:31:08 | 01:39:08 |
| 14   | Maija Koskimäki     | Finlandia   | 00:26:37 | 00:44:01 | 00:30:27 | 01:44:10 |

### Under 23 uomini
| Pos. | Atleta               | Paese     | Corsa    | Bici     | Sci      | Totale   |
| ---- | -------------------- | --------- | -------- | -------- | -------- | -------- |
|      | Maxim Kuzmin         | Russia    | 00:19:17 | 00:26:10 | 00:24:00 | 01:10:57 |
|      | Michael Obrist       | Italia    | 00:19:59 | 00:27:06 | 00:24:17 | 01:13:02 |
|      | Carl-Fredrik Hagen   | Norvegia  | 00:20:41 | 00:27:42 | 00:23:19 | 01:13:54 |
| 4    | Felix Waldhuber      | Austria   | 00:22:00 | 00:27:12 | 00:24:10 | 01:15:22 |
| 5    | Evgeny Bayguzov      | Russia    | 00:21:37 | 00:29:16 | 00:24:18 | 01:16:53 |
| 6    | Viktor Kuznetsov     | Russia    | 00:21:12 | 00:30:14 | 00:24:30 | 01:18:16 |
| 7    | Samuli Keisu         | Finlandia | 00:21:10 | 00:30:22 | 00:25:13 | 01:18:41 |
| 8    | Siim Kauge           | Estonia   | 00:22:28 | 00:30:09 | 00:24:09 | 01:19:01 |
| 9    | Julien Orvelin       | Francia   | 00:21:37 | 00:29:08 | 00:26:17 | 01:19:28 |
| 10   | Ivan Chanal          | Francia   | 00:21:26 | 00:29:53 | 00:26:14 | 01:19:35 |
| 11   | Joel Jokinen         | Finlandia | 00:22:27 | 00:31:24 | 00:26:57 | 01:22:55 |
| 12   | Risto-Matti Hakola   | Finlandia | 00:21:47 | 00:35:42 | 00:16:15 | 01:26:57 |
| 13   | Juuso Hakala         | Finlandia | 00:21:45 | 00:38:06 | 00:27:35 | 01:30:33 |
| 14   | Jukka-Pekka Seppänen | Finlandia | 00:23:03 | 00:45:48 | 00:26:46 | 01:37:15 |

### Under 23 donne
| Pos. | Atleta                 | Paese   | Corsa    | Bici     | Sci      | Totale   |
| ---- | ---------------------- | ------- | -------- | -------- | -------- | -------- |
|      | Margarita Ovsyannikova | Russia  | 00:24:07 | 00:32:47 | 00:28:04 | 01:26:45 |
|      | Romana Slavinec        | Austria | 00:24:13 | 00:34:52 | 00:28:22 | 01:29:18 |
|      | Tatiana Glukhova       | Russia  | 00:25:27 | 00:38:46 | 00:27:56 | 01:34:01 |
| 4    | Diana Nevenchenko      | Russia  | 00:24:43 | 00:38:49 | 00:31:12 | 01:36:54 |
| 5    | Kairi Schmidt          | Estonia | 00:26:38 | 00:39:03 | 00:32:37 | 01:40:45 |
| 6    | Alexandra Maslichenko  | Russia  | 00:26:51 | 00:43:10 | 00:29:37 | 01:42:08 |

### Junior uomini
| Pos. | Atleta             | Paese       | Corsa    | Bici     | Sci      | Totale   |
| ---- | ------------------ | ----------- | -------- | -------- | -------- | -------- |
|      | Pavel Yakimov      | Russia      | 00:10:11 | 00:19:42 | 00:16:53 | 00:47:34 |
|      | Alexey Chumakov    | Russia      | 00:10:09 | 00:19:50 | 00:17:21 | 00:48:02 |
|      | Jarno Lehtinen     | Finlandia   | 00:10:09 | 00:20:50 | 00:17:48 | 00:49:44 |
| 4    | Davide Cheraz      | Italia      | 00:10:33 | 00:21:19 | 00:17:57 | 00:50:40 |
| 5    | Vasiliy Vinogradov | Russia      | 00:10:52 | 00:22:10 | 00:15:54 | 00:51:41 |
| 6    | Christian Kloser   | Stati Uniti | 00:12:30 | 00:18:55 | 00:22:09 | 00:54:44 |

### Junior donne
| Pos. | Atleta                 | Paese     | Corsa    | Bici     | Sci      | Totale   |
| ---- | ---------------------- | --------- | -------- | -------- | -------- | -------- |
|      | Aneta Grabmullerova    | Rep. Ceca | 00:12:13 | 00:23:13 | 00:19:30 | 00:55:49 |
|      | Alla Rumyatseva        | Russia    | 00:11:49 | 00:26:54 | 00:20:09 | 00:59:47 |
|      | Karoliina Kolari       | Finlandia | 00:14:25 | 00:27:12 | 00:21:18 | 01:03:47 |
| 4    | Sandra Schmidt         | Estonia   | 00:13:43 | 00:27:56 | 00:21:13 | 01:04:13 |
| 5    | Emmi Paukku            | Finlandia | 00:14:00 | 00:30:34 | 00:22:08 | 01:07:37 |
| 6    | Liubov Chechelnitskaya | Russia    | 00:14:11 | 00:38:43 | 00:10:35 | 01:08:16 |
| 7    | Yulia Milenina         | Russia    | 00:17:07 | 00:27:46 | 00:41:19 | 01:27:20 |

## Medagliere
| Pos. | Paese     | Oro | Argento | Bronzo |   |
| ---- | --------- | --- | ------- | ------ | - |
| 1    | Russia    | 4   | 2       | 1      | 7 |
| 2    | Norvegia  | 1   | 1       | 1      | 3 |
| 3    | Rep. Ceca | 1   | 1       | 0      | 2 |
| 4    | Italia    | 0   | 1       | 0      | 1 |
| 4    | Austria   | 0   | 1       | 0      | 1 |
| 6    | Finlandia | 0   | 0       | 3      | 3 |
| 7    | Svezia    | 0   | 0       | 1      | 1 |